# Horn Miklós (pedagógus)
Horn Miklós (Bécs, 1930. május 23. – 2021. április 25.) magyar pedagógus, a Budapesti Gazdasági Főiskola nyugalmazott főigazgatója, Horn Gábor országgyűlési képviselő édesapja.

## Élete és pályafutása
Horn Bertalan (1876–1931) gépészmérnök és Ipper Ernestin (1899–1982) zongoratanárnő fia. A családjának Barsendréden földbirtoka volt, azonban az első zsidótörvény következtében elveszítették a birtokot, s 1941-ben Budapestre költöztek. 1952 és 1955 között a monori közgazdasági technikumban tanított, majd 1955 és 1957 között Szombathelyen, a Kossuth Lajos Közgazdasági Szakközépiskolában oktatott politikai gazdaságtant és történelmet. 1956-ban részt vett a forradalomban, ami miatt 18 hónapot töltött vizsgálati fogságban. 1964-ben a Széchenyi István Közgazdasági Szakközépiskola igazgatóhelyettese lett, később igazgatóvá lépett elő. 1973-tól a Kereskedelmi és Vendéglátó-ipari Főiskolán lett tanszékvezető, majd főigazgató. 1989-ben az MSZP országos választmányának lett a tagja.
2000-ben az MSZP programjának egyik szerkesztője lett, előtte pedig Budapest V. kerületének képviselő-testületi tagja, valamint a Fővárosi Közgyűlés pénzügyi bizottságának is tagja volt.
A Demokratikus Koalíció egyik alapító tagja volt.

## Magánélete
1951-ben kötötte első házasságát, 1977-ben vette el második feleségét, Zobory Erzsébetet. Hat gyermeke született, György (1951), Gábor (1955), Péter (1957), Ágnes (1960), Gergely (1978) és Eszter (1982).

## Főbb művei
- Kardos Jánosné–Horn Miklós: Kereskedelmi-vendéglátóipari etika 1.; Kereskedelmi és Vendéglátóipari Főiskola, Bp., 1974
- Berend T. Ivánné, Halay Tibor,· Horn Miklós, Horn Miklósné, Pazonyi Tamásné: Politikai gazdaságtan. 1974 ISBN 9631700267
- Neveléselmélet 1.; Kereskedelmi és Vendéglátóipari Főiskola, Bp., 1980
- Horn Miklós–Horn György: A politikai gazdaságtan középiskolai tanításának módszertana; Tankönyvkiadó, Bp., 1981
- Közgazdasági és állampolgári ismeretek; Tankönyvkiadó, Bp., 1982
- Gazdasági ismeretek. Kereskedelmi, Vendéglátóipari és Idegenforgalmi Főiskola, 1996
- A magyar gazdaságpolitika dilemmái. Budapesti Gazdasági Főiskola Kereskedelmi, Vendéglátóipari és Idegenforgalmi Főiskolai Kar, 2004
- Gazdálkodási ismeretek. Budapesti Gazdasági Főiskola, 2005

## Díjai, elismerései
- Apáczai Csere János-díj (1993)[10]
- A Magyar Köztársasági Érdemrend tisztikeresztje (2002)[11]